# Бондаренко, Фёдор Михайлович
Фёдор Миха́йлович Бондаре́нко (13 сентября 1919, Слободище, Подольская губерния — 13 октября 1973, Подольский район, Московская область) — советский военачальник, командующий зенитными ракетными войсками Войск ПВО (1968—1973), генерал-лейтенант артиллерии, депутат Верховного Совета РСФСР 7-го созыва (1967—1971).

## Биография
Родился 13 сентября 1919 года в селе Слободище (ныне — Ильинецкий район Винницкой области Украины), украинец.
Окончил 1-ю образцовую школу Октябрьского района города Ленинграда. С октября 1937 года — на военной службе. Поступил в Артиллерийскую академию имени Ф. Э. Дзержинского, которую окончил в 1941 году, получив звание старшего лейтенанта. Это был экспериментальный набор ребят с «гражданки», только что окончивших среднюю школу.
В мае 1941 года старший лейтенант Бондаренко принял под командование зенитно-артиллерийскую батарею, которая уже с первого дня войны участвовала в боях с воздушным противником, прикрывая места базирования и действия сил Черноморского флота и частей Закавказского фронта. В декабре 1942 года стал командиром дивизиона. С февраля 1944 года капитан Ф. М. Бондаренко — помощник начальника отделения огневой подготовки 2-го отдела штаба артиллерии Южного фронта ПВО. Награждён орденом Красной Звезды. В 1944 году вступил в ВКП(б)/КПСС. В 1945 году как представитель штаба Юго-Западного фронта ПВО по организации взаимодействия войск в наступательных операциях — побывал в Польше, Германии, Чехословакии, Венгрии, Австрии, Югославии и Румынии.
После войны служил на командных и штабных должностях. В 1952—1954 годах командовал зенитным артиллерийским полком. В 1954—1955 годах служил в штабе Московского округа ПВО (МО ПВО). В 1955—1958 годах — командир 78-й зенитно-артиллерийской дивизии МО ПВО. В 1958—1960 годах — командующий зенитной артиллерией, а в 1960—1964 годах — командующий зенитными ракетными войсками (ЗРВ) МО ПВО.
В 1964—1966 годах — первый заместитель командующего 6-й отдельной армией ПВО в Ленинграде. С сентября 1966 по сентябрь 1968 года — командующий 10-й отдельной армией ПВО (штаб в городе Архангельск) и одновременно заместитель командующего войсками Ленинградского военного округа (ЛВО) и член Военного совета ЛВО. С сентября 1968 года — командующий ЗРВ Войск ПВО страны, член Военного совета Войск ПВО.
Избирался депутатом Верховного Совета РСФСР 7-го созыва от Архангельской области (1967—1971).
Погиб 13 октября 1973 года в катастрофе самолёта Ту-104 под Москвой. Похоронен на Новодевичьем кладбище.

## Награды
- орден Красного Знамени;
- 2 ордена Красной Звезды (в том числе 17.11.1944[1]);
- медали СССР, в том числе «За оборону Кавказа»[2].